# Gran Premio del Bahrein 2010
Il Gran Premio del Bahrein 2010 è stata la prima prova della stagione 2010 del Campionato mondiale di Formula 1. La gara si è tenuta domenica 14 marzo 2010 sul circuito di Manama ed è stata vinta da Fernando Alonso su Ferrari, al suo ventiduesimo successo nel mondiale. Alonso ha preceduto sul traguardo il suo compagno di squadra Felipe Massa e Lewis Hamilton su McLaren-Mercedes.

## Vigilia

### Aspetti tecnici
Per questa stagione è stato scelto di utilizzare per la F1 il layout del tracciato chiamato Endurance Circuit che prevede l'inserimento di un complesso di curve subito dopo l'attuale curva 4 e porta la lunghezza del tracciato a 6,299 km e la riduzione del numero dei giri a 49. La gara torna, per la prima volta dal 2006, gara d'esordio del campionato.
La Bridgestone, fornitore unico degli pneumatici, annuncia per questa gara gomme supermorbide e medie.

### Aspetti sportivi
Viene applicato per la prima volta il nuovo sistema di punteggio che tende a premiare maggiormente il primo classificato ed estende ai primi 10 classificati la zona punti. Viene reintrodotto il divieto di rifornimento in gara, per la prima volta dal 1993. Viene inoltre inserito un ex-pilota nella commissione di gara. Per questo gran premio viene indicato Alain Prost.
La gara vede l'esordio di tre nuovi team: Hispania Racing F1 Team (con una vettura costruita però dalla Dallara), Virgin Racing e Lotus Racing, fondata dall'imprenditore malese Tony Fernandes. Rientrano in F1 la Mercedes GP (che mancava dal 1955) e la Sauber (che però mantiene la denominazione BMW Sauber). 
Tra i motoristi rientra la Cosworth, dopo 3 anni d'assenza.
Tra i piloti alla prima gara ci sono Bruno Senna e Karun Chandhok (primo pilota indiano in F1 dopo Narain Karthikeyan al Gran Premio di Cina 2005) con la Hispania, Lucas Di Grassi con la Virgin, Nicolas Hülkenberg con la Williams e Vitalij Petrov con la Renault. Vi sono inoltre i rientri nel Circus per il sette volte campione del mondo Michael Schumacher con la Mercedes e Pedro de la Rosa con la Sauber. Rientrano anche Felipe Massa, dopo l'incidente nel Gran Premio d'Ungheria 2009 e Timo Glock, dopo l'infortunio patito nelle prove del Gran Premio del Giappone 2009, che dopo l'uscita della Toyota è passato al volante della Virgin.
Il numero di vetture ammesse alla partenza passa a 26, ma in effetti partecipano solo 24 vetture in quanto il 3 marzo viene ufficializzata l'esclusione del Team US F1. Al suo posto la FIA non ammette nessun'altra scuderia, pur se il team serbo Stefan Grand Prix ha inviato sul circuito l'attrezzatura necessaria a competere. Era dal Gran Premio d'Australia 1997 che 24 vetture non prendevano parte alle prove di un gran premio e, addirittura, dal Gran Premio del Pacifico 1995 che 24 vetture non prendevano effettivamente il via alla gara.

## Prove
Nella prima sessione del venerdì si è avuta questa situazione:
| Pos | Nº | Pilota          | Squadra/Motore       | Tempo    | Gap   | Giri |
| --- | -- | --------------- | -------------------- | -------- | ----- | ---- |
| 1   | 14 | Adrian Sutil    | Force India-Mercedes | 1'56"583 |       | 18   |
| 2   | 8  | Fernando Alonso | Ferrari              | 1'56"766 | 0"183 | 18   |
| 3   | 11 | Robert Kubica   | Renault              | 1'57"041 | 0"458 | 19   |

Nella seconda sessione del venerdì si è avuta questa situazione:
| Pos | Nº | Pilota             | Squadra/Motore   | Tempo    | Gap   | Giri |
| --- | -- | ------------------ | ---------------- | -------- | ----- | ---- |
| 1   | 4  | Nico Rosberg       | Mercedes GP      | 1'55"409 |       | 23   |
| 2   | 2  | Lewis Hamilton     | McLaren-Mercedes | 1'55"854 | 0"445 | 22   |
| 3   | 3  | Michael Schumacher | Mercedes GP      | 1'55"903 | 0"494 | 23   |

Nella sessione del sabato mattina si è avuta questa situazione:
| Pos | Nº | Pilota          | Squadra/Motore | Tempo    | Gap   | Giri |
| --- | -- | --------------- | -------------- | -------- | ----- | ---- |
| 1   | 8  | Fernando Alonso | Ferrari        | 1'54"099 |       | 14   |
| 2   | 4  | Nico Rosberg    | Mercedes GP    | 1'54"368 | 0"269 | 13   |
| 3   | 6  | Mark Webber     | RBR-Renault    | 1'54"500 | 0"401 | 15   |

## Qualifiche
Nella sessione di qualifica si è avuta questa situazione:
| Pos | Nº | Pilota             | Costruttore          | Q1       | Q2       | Q3       | Griglia |
| --- | -- | ------------------ | -------------------- | -------- | -------- | -------- | ------- |
| 1   | 5  | Sebastian Vettel   | RBR-Renault          | 1'55"029 | 1'53"883 | 1'54"101 | 1       |
| 2   | 7  | Felipe Massa       | Ferrari              | 1'55"313 | 1'54"331 | 1'54"242 | 2       |
| 3   | 8  | Fernando Alonso    | Ferrari              | 1'54"612 | 1'54"172 | 1'54"608 | 3       |
| 4   | 2  | Lewis Hamilton     | McLaren-Mercedes     | 1'55"341 | 1'54"707 | 1'55"217 | 4       |
| 5   | 4  | Nico Rosberg       | Mercedes GP          | 1'55"463 | 1'54"682 | 1'55"241 | 5       |
| 6   | 6  | Mark Webber        | RBR-Renault          | 1'55"298 | 1'54"318 | 1'55"284 | 6       |
| 7   | 3  | Michael Schumacher | Mercedes GP          | 1'55"593 | 1'55"105 | 1'55"524 | 7       |
| 8   | 1  | Jenson Button      | McLaren-Mercedes     | 1'55"715 | 1'55"168 | 1'55"672 | 8       |
| 9   | 11 | Robert Kubica      | Renault              | 1'55"511 | 1'54"963 | 1'55"885 | 9       |
| 10  | 14 | Adrian Sutil       | Force India-Mercedes | 1'55"213 | 1'54"996 | 1'56"309 | 10      |
| 11  | 9  | Rubens Barrichello | Williams-Cosworth    | 1'55"969 | 1'55"330 | N.D.     | 11      |
| 12  | 15 | Vitantonio Liuzzi  | Force India-Mercedes | 1'55"628 | 1'55"653 | N.D.     | 12      |
| 13  | 10 | Nicolas Hülkenberg | Williams-Cosworth    | 1'56"375 | 1'55"857 | N.D.     | 13      |
| 14  | 22 | Pedro de la Rosa   | BMW Sauber-Ferrari   | 1'56"428 | 1'56"237 | N.D.     | 14      |
| 15  | 16 | Sébastien Buemi    | STR-Ferrari          | 1'56"189 | 1'56"265 | N.D.     | 15      |
| 16  | 23 | Kamui Kobayashi    | BMW Sauber-Ferrari   | 1'56"541 | 1'56"270 | N.D.     | 16      |
| 17  | 12 | Vitalij Petrov     | Renault              | 1'56"167 | 1'56"619 | N.D.     | 17      |
| 18  | 17 | Jaime Alguersuari  | STR-Ferrari          | 1'57"071 | N.D.     | N.D.     | 18      |
| 19  | 24 | Timo Glock         | Virgin-Cosworth      | 1'59"728 | N.D.     | N.D.     | 19      |
| 20  | 18 | Jarno Trulli       | Lotus-Cosworth       | 1'59"852 | N.D.     | N.D.     | 20      |
| 21  | 19 | Heikki Kovalainen  | Lotus-Cosworth       | 2'00"313 | N.D.     | N.D.     | 21      |
| 22  | 25 | Lucas Di Grassi    | Virgin-Cosworth      | 2'00"587 | N.D.     | N.D.     | 22      |
| 23  | 21 | Bruno Senna        | HRT-Cosworth         | 2'03"240 | N.D.     | N.D.     | 23      |
| 24  | 20 | Karun Chandhok     | HRT-Cosworth         | 2'04"904 | N.D.     | N.D.     | 24      |

## Gara

### Resoconto
Alla partenza Sebastian Vettel mantiene la prima posizione e mentre Fernando Alonso supera Felipe Massa, Nico Rosberg fa lo stesso con Lewis Hamilton. Durante la prima curva della corsa il motore della vettura di Mark Webber rilascia molto fumo causato da una perdita d'olio, provocando una riduzione di visibilità di cui fanno le spese Adrian Sutil e Robert Kubica che vengono relegati alla coda del gruppo.
Sono costretti al ritiro quasi subito sia Karun Chandhok che Lucas Di Grassi, il primo per il distacco dell'alettone dopo aver colpito un avvallamento e il secondo per problemi idraulici. Guai della stessa natura anche per Kamui Kobayashi poco dopo. Anche l'esordiente Nico Hülkenberg colpisce lo stesso avvallamento dell'indiano della Hispania, ma riesce a proseguire seppur dalle retrovie. Ritiri, nei primi giri, anche per Vitalij Petrov, Timo Glock e Bruno Senna.
I primi tre intanto guadagnano subito un buon margine sugli avversari e, dopo l'unico cambio gomme della gara, Hamilton riesce a superare Rosberg e a installarsi al quarto posto. La gara procede senza ulteriori avvenimenti fino al 34º giro, quando sulla Red Bull di Vettel si rompe uno scarico che costringe il pilota tedesco a rallentare il suo ritmo di gara. Così facendo, viene prima superato da Alonso, poi da Massa e infine da Hamilton, resistendo però agli attacchi negli ultimi giri portati da Rosberg. La gara si conclude con la doppietta della Ferrari (la prima dal Gran Premio di Francia 2008) e la vittoria di Alonso (non vinceva dal Gran Premio del Giappone 2008), con Massa e Hamilton rispettivamente secondo e terzo classificato. Michael Schumacher, al suo rientro in Formula 1, giunge sesto al traguardo.
Heikki Kovalainen è l'unico pilota a guidare una delle vetture dei team neoentranti a vedere la bandiera a scacchi. Il compagno di squadra Jarno Trulli, classificatosi diciassettesimo, si era ritirato a una tornata dal termine per un problema idraulico ma è stato comunque piazzato in classifica perché ha percorso più del 90% dei km previsti.

### Risultati
I risultati del GP sono stati i seguenti:
| Pos | N. | Pilota             | Costruttore          | Giri | Tempo/Ritiro       | Griglia | Punti |
| --- | -- | ------------------ | -------------------- | ---- | ------------------ | ------- | ----- |
| 1   | 8  | Fernando Alonso    | Ferrari              | 49   | 1h 39'20"396       | 3       | 25    |
| 2   | 7  | Felipe Massa       | Ferrari              | 49   | +16"099            | 2       | 18    |
| 3   | 2  | Lewis Hamilton     | McLaren-Mercedes     | 49   | +23"182            | 4       | 15    |
| 4   | 5  | Sebastian Vettel   | RBR-Renault          | 49   | +38"799            | 1       | 12    |
| 5   | 4  | Nico Rosberg       | Mercedes GP          | 49   | +40"213            | 5       | 10    |
| 6   | 3  | Michael Schumacher | Mercedes GP          | 49   | +44"163            | 7       | 8     |
| 7   | 1  | Jenson Button      | McLaren-Mercedes     | 49   | +45"280            | 8       | 6     |
| 8   | 6  | Mark Webber        | RBR-Renault          | 49   | +46"360            | 6       | 4     |
| 9   | 15 | Vitantonio Liuzzi  | Force India-Mercedes | 49   | +53"008            | 12      | 2     |
| 10  | 9  | Rubens Barrichello | Williams-Cosworth    | 49   | +1'02"489          | 11      | 1     |
| 11  | 11 | Robert Kubica      | Renault              | 49   | +1'09"093          | 9       |       |
| 12  | 14 | Adrian Sutil       | Force India-Mercedes | 49   | +1'22"958          | 10      |       |
| 13  | 17 | Jaime Alguersuari  | STR-Ferrari          | 49   | +1'32"656          | 18      |       |
| 14  | 10 | Nicolas Hülkenberg | Williams-Cosworth    | 48   | +1 giro            | 13      |       |
| 15  | 19 | Heikki Kovalainen  | Lotus-Cosworth       | 47   | +2 giri            | 21      |       |
| 16  | 16 | Sébastien Buemi    | STR-Ferrari          | 46   | Problema elettrico | 15      |       |
| 17  | 18 | Jarno Trulli       | Lotus-Cosworth       | 46   | Problema idraulico | 20      |       |
| Rit | 22 | Pedro de la Rosa   | BMW Sauber-Ferrari   | 28   | Problema idraulico | 14      |       |
| Rit | 21 | Bruno Senna        | HRT-Cosworth         | 17   | Problema meccanico | 23      |       |
| Rit | 24 | Timo Glock         | Virgin-Cosworth      | 16   | Cambio             | 19      |       |
| Rit | 12 | Vitalij Petrov     | Renault              | 13   | Sospensioni        | 17      |       |
| Rit | 23 | Kamui Kobayashi    | BMW Sauber-Ferrari   | 11   | Problema idraulico | 16      |       |
| Rit | 25 | Lucas Di Grassi    | Virgin-Cosworth      | 2    | Problema idraulico | 22      |       |
| Rit | 20 | Karun Chandhok     | HRT-Cosworth         | 1    | Incidente          | 24      |       |

## Classifiche Mondiali

### Piloti
| Pos | Pilota             | Punti |
| --- | ------------------ | ----- |
| 1   | Fernando Alonso    | 25    |
| 2   | Felipe Massa       | 18    |
| 3   | Lewis Hamilton     | 15    |
| 4   | Sebastian Vettel   | 12    |
| 5   | Nico Rosberg       | 10    |
| 6   | Michael Schumacher | 8     |
| 7   | Jenson Button      | 6     |
| 8   | Mark Webber        | 4     |
| 9   | Vitantonio Liuzzi  | 2     |
| 10  | Rubens Barrichello | 1     |

### Costruttori
| Pos | Team                 | Punti |
| --- | -------------------- | ----- |
| 1   | Ferrari              | 43    |
| 2   | McLaren-Mercedes     | 21    |
| 3   | Mercedes GP          | 18    |
| 4   | RBR-Renault          | 16    |
| 5   | Force India-Mercedes | 2     |
| 6   | Williams-Cosworth    | 1     |